# 피셔피그미과일박쥐
피셔피그미과일박쥐 또는 필리핀피그미과일박쥐(Haplonycteris fischeri)는 큰박쥐과에 속하는 박쥐의 일종이다. 피셔피그미과일박쥐속(Haplonycteris)의 유일종이다. 필리핀의 토착종이다. 자연 서식지는 아열대 또는 열대 건조림이다. 서식지 감소로 멸종 위협을 받고 있다.